# Orchestra Filarmonica dei Paesi Bassi
L'Orchestra Filarmonica dei Paesi Bassi (NedPhO; In olandese: Nederlands Philharmonisch Orkest) è un'orchestra sinfonica con sede principalmente ad Amsterdam, Paesi Bassi.

## Storia
La NedPhO fu costituita nel 1985 dalla fusione di tre orchestre: l'Orchestra Filarmonica di Amsterdam, l'Orchestra Sinfonica di Utrecht e The Netherlands Chamber Orchestra. The Netherlands Chamber Orchestra (in olandese, Nederlands Kamer Orkest, NKO) continua a dare concerti sia con il proprio nome, che come NedPhO come parte della Stichting Nederlands Philharmonisch Orkest (Fondazione della Orchestra Filarmonica dei Paesi Bassi), con sede ad Amsterdam. La Fondazione della NedPhO comprende la più grande organizzazione d'orchestra nei Paesi Bassi, con 130 musicisti a ruolo paga.
Dal 2012 sia la NedPhO che la NKO provano al NedPho Koepel, una ex chiesa trasformata in una sala per le prove, ad est di Amsterdam. La NedPhO dà concerti in Amsterdam al Concertgebouw. Inoltre la NedPhO attualmente presta servizio come orchestra principale per le produzioni alla De Nederlandse Opera. La NedPhO aveva dato una serie di concerti presso il Beurs van Berlage fino al 2002, quando i tagli di bilancio portarono alla fine di quella serie. Dal 2005-2006 la NedPhO dà anche una serie di concerti al Muziekcentrum Vredenburg a Utrecht.
Il direttore principale della NedPhO presta servizio anche come direttore principale della NKO. Hartmut Haenchen è stato il primo direttore principale della NedPhO, dal 1985 al 2002. Egli continua a lavorare con l'orchestra come direttore ospite. Yakov Kreizberg è succeduto ad Haenchen come direttore principale della NedPhO e la NKO nel 2003, tenendo entrambi gli incarichi fino alla sua morte nel marzo 2011, anno in cui era stato programmato che si dimettesse da entrambe le posizioni. Nel marzo del 2009 la NedPhO annunciò la nomina di Marc Albrecht come terzo direttore principale dell'orchestra, efficace con la stagione 2011-2012, con un contratto iniziale di 4 anni. Con la nomina in parallelo di Albrecht come direttore principale della De Nederlandse Opera (DNO), si ha una disposizione che consente alla NedPhO di servire come orchestra d'opera principale per la DNO. Nel mese di maggio 2016 la NedPhO annunciò l'estensione del contratto di Albrecht fino alla stagione 2019-2020.
Nell'aprile 2019 la NedPhO ha annunciato la nomina come successivo direttore principale di Lorenzo Viotti, che già aveva diretto l'orchestra come ospite nel febbraio 2018; Viotti subentrerà a partire dalla stagione 2021-2022.

## Direttori principali
- Hartmut Haenchen (1985-2002)
- Yakov Kreizberg (2003-2011)
- Marc Albrecht (2011–in carica)
- Lorenzo Viotti (designato)

## Registrazioni
La Orchestra Filarmonica dei Paesi Bassi ha fatto una serie di registrazioni per Pentatone, Challenge Classics, ICA Classics, Tacet, Brilliant Classics e altri.

## Discografia scelta
- Johannes Brahms - Piano Quartet Op. 25 (arr. Schönberg) & Arnold Schönberg - Begleitmusik zu einer Lichtspielszene. Marc Albrech, Netherlands Philharmonic Orchestra. Pentatone PTC 5186398 (2015).
- Gustav Mahler - Symphony No. 4. Marc Albrech, Elizabeth Watts, Netherlands Philharmonic Orchestra. Pentatone PTC 5186487 (2015).
- Gustav Mahler - The Song of the Earth. Marc Albrech, Alice Coote, Burkhard Fritz, Netherlands Philharmonic Orchestra. Pentatone PTC 5186502 (2013).
- In Memoriam Yakov Kreizberg. Works by Antonín Dvořák, Claude Debussy, Richard Wagner, Franz Schmidt, Johann Strauss Jr.. Julia Fischer, Yakov Kreizberg, Netherlands Philharmonic Orchestra, Orchestra Sinfonica di Vienna, Orchestra nazionale russa. Pentatone PTC 5186461 (2012).
- Antonín Dvořák- Symphony No. 6 & The Water Goblin. Yakov Kreizberg, Netherlands Philharmonic Orchestra. Pentatone PTC 5186302 (2009).
- Antonín Dvorák - Symphony No. 7 & "The Golden Spinning Wheel". Yakov Kreizberg, Netherlands Philharmonic Orchestra. Pentatone PTC 5186082 (2009).
- Johannes Brahms - Violin Concerto & Double Concerto for Violin and Cello. Julia Fischer, Daniel Müller-Schott, Yakov Kreizberg, Netherlands Philharmonic Orchestra. Pentatone PTC 5186066 (2007).
- Antonín Dvorák - Symphony No.8 & Holoubek, Op.110 & Polednice, Op. 108. Yakov Kreizberg, Netherlands Philharmonic Orchestra. Pentatone PTC 5186065 (2007).
- Tour de France musicale. Yakov Kreizberg, Works by Maurice Ravel, Gabriel Fauré, Claude Debussy. Netherlands Philharmonic Orchestra. Pentatone PTC 5186058 (2005).
- Richard Wagner - Preludes & Overtures. Yakov Kreizberg, Netherlands Philharmonic Orchestra. Pentatone PTC 5186041 (2004).
- Antonín Dvořák - 'New World' Symphony & Tchaikovsky - "Romeo and Juliet" Overture. Yakov Kreizberg, Netherlands Philharmonic Orchestra. Pentatone PTC 5186019 (2003).
- Franz Schmidt - Symphony No.4 & Orchestral music from "Notre Dame". Yakov Kreizberg, Netherlands Philharmonic Orchestra. Pentatone PTC 5186015 (2003).
- Gustav Mahler - Symphony No.5. Hartmut Haenchen, Netherlands Philharmonic Orchestra. Pentatone PTC 5186004 (2002).